# Kehtna
Kehtna är en ort i Estland. Den ligger i Kehtna kommun och landskapet Raplamaa, i den centrala delen av landet, 60 km söder om huvudstaden Tallinn. Kehtna ligger 65 meter över havet och antalet invånare är 1 579.
Terrängen runt Kehtna är mycket platt. Runt Kehtna är det glesbefolkat, med 10 invånare per kvadratkilometer. Närmaste större samhälle är Rapla, 9,8 km nordväst om Kehtna. I omgivningarna runt Kehtna växer i huvudsak blandskog.